# KV52
Ngôi mộ KV52 nằm trong Thung lũng của các vị Vua, ở Ai Cập. Nó có chứa một xác ướp khỉ, và có lẽ liên quan gần đến ngôi mộ của Amenhotep II (KV35).
Gần đây (vào mùa đông 2009/10) cuộc khai quật trong khu vực này được tiến hành bởi một đội QU đã cố gắng di dời mộ KV50, KV51, KV52 và họ đã tiết lộ KV53 có 18 thùng thuốc sơn màu xanh, đồ gốm, các công cụ, và thuộc về một giáo sĩ, tìm ostraca trong đó bao gồm :

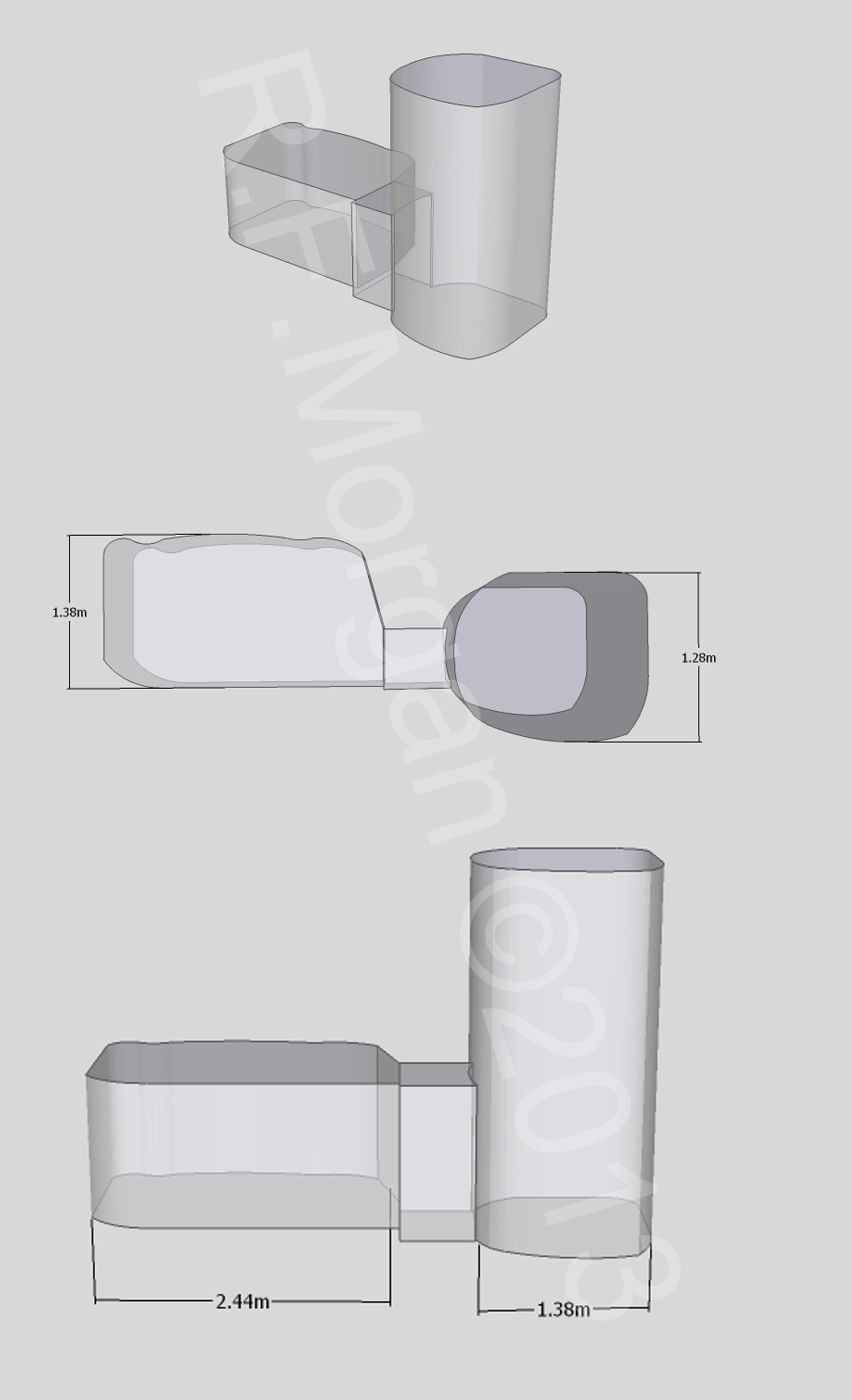
Hình ảnh của KV52 lấy từ một mô hình 3D

- Hình ảnh của KV52 lấy từ một mô hình 3DMột bản phác thảo về một nữ hoàng đang ngồi
- Miêu tả cảnh tình dục với người phụ nữ và động vật
- Hộp mực của vua Rameses II.

## Bản đồ vị trí các ngôi mộ
|  | Chủ đề Ai Cập cổ đại |